# Вороново (Колпнянский район)
Вороново — село в Колпнянском районе Орловской области. Входит в состав Ахтырского сельского поселения. Население — 160 чел. (2010)).

## География
Вороново находится в юго-восточной части области на Среднерусской возвышенности.
Климат
Климат умеренно континентальный; средняя температура января −8,5 °C, средняя температура
июля +18,5 °C. Среднегодовая температура воздуха составляет +4,6 °C. Годовое количество осадков 500—550 мм., в среднем 515 мм.  Количество поступающей солнечной радиации составляет 91-92 ккал/см². По агроклиматическому районированию район относится к южному с коэффициентом увлажнения 1,2-1,3. Преобладают юго-западные ветры.
Часовой пояс
село Вороново, как и вся Орловская область, находится в часовой зоне МСК (московское время). Смещение применяемого времени относительно UTC составляет +3:00.

## Население
| 2002 | 2010 |
| ---- | ---- |
| 214  | ↘160 |

## Инфраструктура
Личное подсобное хозяйство.

## Транспорт
Просёлочные дороги. 